# Senat (Osmanisches Reich)

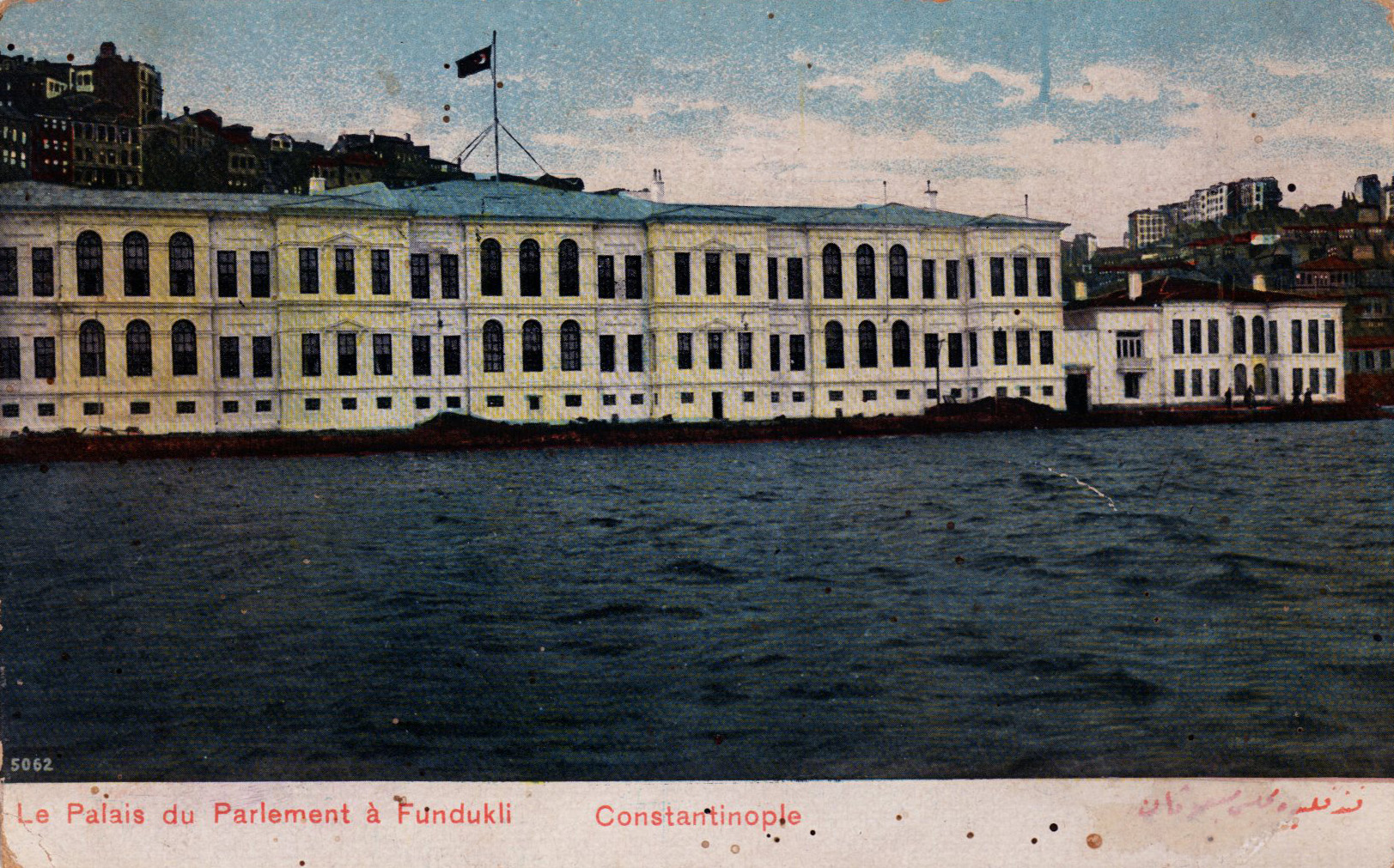
Der Cemile Sultan Sarayı in Konstantinopel, Sitz des Senats

Der Senat (osmanisch هيئت اعيان Heyʾet-i Aʿyān oder Meclis-i Ayan, türkisch Ayan Meclisi zu deutsch Versammlung der Notablen) war laut der Osmanischen Verfassung von 1876 (Art. 60–64, Abschnitt 6) das Oberhaus des Osmanischen Parlaments und bildete mit dem Abgeordnetenhaus das Osmanische Parlament. Der Senat kam am 19. März 1877 zum ersten Mal zusammen. Zum ersten Präsidenten des Senats wurde Server Paşa ernannt.
Die Anzahl der Senatsmitglieder war auf höchstens ein Drittel der Anzahl der Mitglieder des Abgeordnetenhauses beschränkt. Der Präsident sowie die Mitglieder des Senats wurden vom Sultan auf Lebenszeit ernannt (Art. 60). Diese mussten mindestens 40 Jahre alt sein (Art. 61) und konnten „auf eigenes Verlangen vom Staat in ein anderes Amt versetzt“ werden (vgl. Art. 62). Das monatliche Gehalt der Senatoren betrug 10.000 Kurūsch (Art. 63). Die Aufgabe des Senats bestand darin, vom Abgeordnetenhaus vorgelegte Gesetzes- und Budgetentwürfe auf Verstöße „gegen den Glauben, die Souveränitätsrechte des Sultans, die Freiheit, die Verfassung, die territoriale Einheit des Staates, die innere Sicherheit im Lande, die zum Schutze und zur Verteidigung des Vaterlandes ergriffenen Maßnahmen oder gegen die öffentliche Sicherheit“ zu prüfen und gegebenenfalls an das Abgeordnetenhaus zurückzusenden oder an den Großwesir weiterzuleiten (Art. 64). Zudem stand das Auslegungsrecht (تفسير / tefsīr) bezüglich der Verfassung nach Art. 117 dem Senat zu.
Im Februar 1878, zwei Wochen nach dem Waffenstillstand von Edirne, beendete Sultan Abdülhamid II. die Sitzungsperiode des osmanischen Parlaments und berief es in den folgenden 30 Jahren nicht mehr ein. Die Mitglieder der Meclis-i Ayân behielten aber ihren Rang und ihre Bezüge.
Als mit der Jungtürkischen Revolution 1908 die konstitutionelle Monarchie wiederherstellt wurde und die Zweite osmanische Verfassungsperiode begann, traf der Senat am 17. Dezember 1908 erneut zusammen. Er tagte bis zur Besetzung von Istanbul durch die Mitglieder der Entente am 13. November 1918.